# 洋葱集团
洋葱集团（英語：ONION GLOBAL）是总部位于中国广州的跨境电商平台，创立于2015年。2021年5月7日在纽约证券交易所上市。

## 历史
2009年7月3日，前身广州洋葱时尚集团有限公司成立。2015年，洋葱集团开始正式运营，以线上KOC（关键意见消费者）为主要运营模式。
2020年，洋葱集团共建6个海外仓库，包括香港在内8个国内仓库。全年营业收入38.1亿元。2021年5月7日，洋葱集团在纽约证券交易所在上市，共发行1250万股美国存托凭证。